# Pablo Pino
Pablo Javier Pino Toro (Santiago de Chile, 15 de diciembre de 1989) es un jinete de rodeo chileno que fue campeón del Campeonato Nacional de Rodeo en su 72.° edición junto a Diego Tamayo.
El campeonato ganado en 2021, tras la suspensión de la versión anterior producto de la pandemia de COVID-19, lo ganaron montando a los potros «Fantoche» y «Chacarero», con 35 puntos y representando a la Asociación Santiago Oriente. Después de una buena temporada 2023-2024, también junto a Diego Tamayo y en los mismos potros, obtuvieron el subcampeonato de Chile.
Junto a su «collera» ha obtenido los triunfos más importantes en el rodeo, uno de los primeros hitos fue ser campeones nacionales escolares en 2004.
En diciembre de 2021, junto a Tamayo, fueron premiados como los mejores deportistas del rodeo por el Círculo de Periodistas Deportivos de Chile (CPD) en el Centro de Entrenamiento Olímpico "Marlene Ahrens", recibiendo el «Cóndor de Bronce», el que es otorgado por el CPD a los mejores deportistas de cada deporte.

## Campeonatos nacionales
| Año  | Collera      | Caballos                 | Puntaje | Asociación                      |
| ---- | ------------ | ------------------------ | ------- | ------------------------------- |
| 2021 | Diego Tamayo | "Fantoche" y "Chacarero" | 35      | Santiago Oriente y Santiago Sur |

### Segundos campeonatos
- 2024: junto con Diego Tamayo, montando a "Chacarero" y "Fantoche" con 37 puntos.